# Bảo tàng tưởng niệm người Do Thái "Tôi nhớ" ở Kraków
Bảo tàng tưởng niệm người Do Thái "Tôi nhớ" ở Kraków (tiếng Ba Lan: Muzeum Pamięci Żydowskiej „I Remember" w Krakowie) là một bảo tàng tọa lạc tại số 19 phố Miodowa, Kraków, Ba Lan. Bảo tàng "Tôi nhớ" bố trí triển lãm bên trong một ngôi nhà chung cư được xây dựng vào thế kỷ 18. Hoạt động của bảo tàng tập trung vào việc thể hiện cuộc sống hàng ngày của người Do Thái ở vùng đất Ba Lan trước chiến tranh thông qua việc giới thiệu các tác phẩm tranh của các họa sĩ Do Thái và Ba Lan trong thời kỳ giao tranh, tiêu biểu trong số đó là các bức tranh của Chaim Goldberg.

## Lịch sử
Người sáng lập và giám đốc của bảo tàng là Shalom Goldberg, ông là con trai của Chaim Goldberg và doanh nhân Ba Lan Maciej Gruca. Việc mở cửa bảo tàng cũng nhận được sự đóng góp đáng kể của Tomasz Małodobry.
Lễ khai trương bảo tàng được tổ chức vào ngày 8 tháng 5 năm 2016, và bảo tàng chính thức mở cửa cho công chúng vào ngày hôm sau. Bảo tàng được đưa vào danh sách các bảo tàng được lưu giữ bởi Bộ trưởng chịu trách nhiệm về văn hóa và bảo vệ di sản quốc gia. Tuy nhiên, bảo tàng đã bị đóng cửa bất ngờ vào ngày 29 tháng 7 năm 2016, lý do có thể là vì người sáng lập đã bị buộc tội sở hữu trái phép vũ khí khí đốt.